# Saint-Pierre-de-Trivisy
 Saint-Pierre-de-Trivisy  es una población y comuna francesa, ubicada en la región de Mediodía-Pirineos, departamento de Tarn, en el distrito de Castres y cantón de Vabre.

## Demografía
| 833 | 796 | 680 | 680 | 668 | 609 |
| Para los censos de 1962 a 1999 la población legal corresponde a la población sin duplicidades (Fuente: INSEE [Consultar]) |     |     |     |     |     |